# Malé Hoste
Pour les articles homonymes, voir Hoste.
Malé Hoste (allemand : Kleinhoste) . est un village de Slovaquie situé dans la région de Trenčín.

## Histoire
Première mention écrite du village en 1389.

## Démographie

### Évolution de la population
| Année:               | 1994. | 2004.   | 2014.   | 2024.   |
| -------------------- | ----- | ------- | ------- | ------- |
| Nombre de personnes: | 434   | 449     | 416     | 403     |
| Différence:          |       | +3,45 % | -7,34 % | -3,12 % |

| Année:               | 2023. | 2024.   |
| -------------------- | ----- | ------- |
| Nombre de personnes: | 402   | 403     |
| Différence:          |       | +0,24 % |